# William Burdett-Coutts
William Lehman Ashmead Bartlett Burdett-Coutts, född den 20 januari 1851 i New Brunswick, New Jersey, död den 28 juli 1921, var en engelsk politiker och filantrop, gift med Angela Burdett-Coutts, 1:a baronessa Burdett-Coutts.
Burdett-Coutts hette ursprungligen Bartlett, men upptog vid sitt giftermål 1881 sin makas namn. Han var under rysk-turkiska kriget förvaltare av den av henne bildade understödsfonden för sårade, organiserade 1879–1880 nödhjälpen i de av missväxt härjade trakterna på Irland och biträdde sedermera sin maka i en mängd av hennes filantropiska företag. Från 1885 tillhörde han underhuset som konservativ medlem för Westminster. Burdett-Coutts besökte under boerkriget 1900 som Times' korrespondent Sydafrika för att studera vården av de sjuka och sårade samt framkallade genom sina skarpa anmärkningar tillsättandet av en kunglig kommitté och medelbart utarbetandet av plan till genomgripande reformer i den militära sjukvården.